# Glikogenogeneza
Glikogenogeneza – proces syntezy glikogenu z glukozy w celu gromadzenia zapasów do spożytkowania w przyszłości. Proces ten jest aktywowany głównie w okresach odpoczynku w wątrobie, również indukowany przez insulinę w odpowiedzi na wysokie stężenie glukozy we krwi (np. po spożyciu posiłku z dużą zawartością węglowodanów).
Na glikogenogenezę wpływają takie hormony jak adrenalina, noradrenalina i insulina.

## Etapy
Proces ten wymaga (do przyłączenia jednej cząsteczki glukozy) jednej cząsteczki ATP do aktywacji glukozy i jednej cząsteczki UTP do utworzenia UDP-glukozy.
Etapy:
- glukoza → glukozo-6-fosforan (enzym: glukokinaza lub heksokinaza)
- glukozo-6-fosforan → glukozo-1-fosforan (enzym: fosfoglukomutaza)
- glukozo-1-fosforan → UDP-glukoza (enzym: pirofosforylaza UDP-glukozy) (tworzy się również pirofosforan natychmiast rozkładany przez pirofosfatazę do dwóch cząsteczek Pi, co zapewnia jednokierunkowość tej reakcji w stronę UDP-glukozy)
- kolejne cząsteczki UDP-glukozy są dołączane do łańcucha przez syntazę glikogenu wiązaniem 1,4-O-glikozydowym; enzym ten nie może rozpoczynać od wolnej glukozy, potrzebuje tzw. startera (złożonego z kilku reszt glukozy połączonych wiązaniem α-1,4), który jest łatwo dostępny w komórce z niewykorzystanym zapasem glikogenu; starter może być również syntezowany de novo, przez dołączanie pierwszych cząsteczek glukozy do białka glikogeniny (przez grupę -OH tyrozyny)
- rozgałęzienia cząsteczki glikogenu tworzone są przez 1,4-1,6-transglukozydazę (tzw. enzym rozgałęziający), który odcina 5–8 końcowych cząsteczek glukozy i wiąże je wiązaniem 1,6-O-glikozydowym w głębi łańcucha.